# Championnat de Grèce féminin de football
 (décembre 2024).
Si vous disposez d'ouvrages ou d'articles de référence ou si vous connaissez des sites web de qualité traitant du thème abordé ici, merci de compléter l'article en donnant les références utiles à sa vérifiabilité et en les liant à la section « Notes et références ».
Le Championnat de Grèce de football féminin est une compétition de football féminin opposant les meilleurs clubs grecs, créée en 1987.
La compétition est créée de manière non officielle sous le nom de Championnat panhellénique en 1987 et est gérée par les Fédérations régionales de football. En 1990, le Championnat est repris officiellement par la Fédération hellénique de football. En 1993, il prend le nom d'Alpha Ethniki.
Le PAOK Salonique est le club le plus titré avec dix-neuf victoires.

## Palmarès[1]
| Année | Champion                |
| ----- | ----------------------- |
| 1987  | Ilioupoli Thessalonique |
| 1988  | -                       |
| 1989  | AS Doxa Le Pirée        |

| Année | Champion                |
| ----- | ----------------------- |
| 1990  | Olympiada Thessalonique |
| 1991  | A.S. Doxa Le Pirée      |
| 1992  | AS Doxa Le Pirée        |

| Année | Champion                    |
| ----- | --------------------------- |
| 1993  | GS Kavala '86               |
| 1994  | AS Doxa Le Pirée            |
| 1995  | AS Doxa Le Pirée            |
| 1996  | Olympiada Thessalonique     |
| 1997  | Ilioupoli Thessalonique     |
| 1998  | Olympiada Thessalonique     |
| 1999  | Union Doxa-Artemis Le Pirée |
| 2000  | Filiriakos Florinas         |
| 2001  | GS Kavala '86               |
| 2002  | PAOK Salonique              |
| 2003  | AE Egina                    |
| 2004  | AE Egina                    |
| 2005  | AE Egina                    |
| 2006  | PAOK Salonique              |
| 2007  | PAOK Salonique              |
| 2008  | PAOK Salonique              |
| 2009  | PAOK Salonique              |
| 2010  | PAOK Salonique              |
| 2011  | PAOK Salonique              |
| 2012  | PAOK Salonique              |
| 2013  | PAOK Salonique              |
| 2014  | Amazones Dramas AS          |
| 2015  | PAOK Salonique              |
| 2016  | PAOK Salonique              |
| 2017  | PAOK Salonique              |
| 2018  | PAOK Salonique              |
| 2019  | PAOK Salonique              |
| 2020  | PAOK Salonique              |
| 2021  | PAOK Salonique              |
| 2022  | PAOK Salonique              |
| 2023  | PAOK Salonique              |
| 2024  | PAOK Salonique              |
| 2025  | AEK Athènes                 |